# 米克·贾格尔
迈克尔·菲利普·「米克」·贾格尔爵士（英語：Sir Michael Phillip "Mick" Jagger，1943年7月26日—），英国摇滚乐手，滚石樂團创始成员之一，1962年开始担任樂團主唱至今，并演奏吉他、口琴和钢琴。作为演员、制片人和作曲人参与过多部电影的制作。艺名为“米克”·贾格尔。
賈格爾出生于肯特郡的一個中产阶级家庭。
贾格尔的职业生涯横跨50年，被称为“摇滚史上較受欢迎和較有影响力主唱之一”。他独特的嗓音和舞台动作，与基思·理查兹的吉他演奏风格一起成为了滚石樂團的标志。另外樂隊魔力紅（Maroon 5）寫了一首《Moves like Jagger》表示對他的尊敬。

## 早年生活和教育
邁克爾·菲利普·賈格爾1943年7月26日出生於肯特郡達特福德的一個中產階級家庭。他的父親巴茲爾·範肖“喬”·賈格爾是一名體操運動員和體育老師，他幫助籃球在英國普及。他的祖父大衛·歐內斯特·賈格爾也是一名教師。他的母親伊娃·恩斯利·瑪麗（娘家姓斯卡茨）出生於悉尼，具有英國血統，是一名美髮師，在英國保守黨中積極參與政治活動。他的父母於1940年在達特福德的聖三一教堂結婚。賈格爾的弟弟克里斯·賈格爾（生於1947年12月19日）也是一名音樂家，且兩人也曾一起演出。
雖然賈格爾從小就被鼓勵追隨父親的職業道路，但是他曾說過：「我從小就一直唱歌。我是那種喜歡唱歌的孩子。有些孩子在唱詩班唱歌；有些孩子喜歡在鏡子前炫耀。我參加過教堂唱詩班，也喜歡聽廣播裡的歌手——比如英國廣播公司（BBC）或盧森堡電台——或者在電視和電影裡唱歌他們。
1950年9月，基斯·理查茲和賈格爾首次在達特福德的溫特沃斯小學相遇，當時他們還是同學。1954年，賈格爾全家搬到了肯特郡威爾明頓。  同年，他通過了十一歲以上的考試，並進入達特福德文法學校就讀，該校現在擁有表演藝術場所米克·賈格爾中心。賈格m爾和理查茲轉學後就失去了聯繫。
1950年代中期，賈格爾開始了他的音樂生涯，並與他的朋友迪克泰勒組建了一支車庫樂隊。他們演奏了馬迪·沃特斯、查克·貝裡、小理查德、切斯特·阿瑟·伯内特和波·迪德利的歌曲。 1961年10月17日，賈格爾在Dartford railway station的二號月台再次遇到了理查茲。賈格爾攜帶的查克·貝裡和馬迪·沃特斯的唱片揭示了他們對節奏布魯斯的共同興趣。 此後不久，他們就開始了音樂合作。 理查茲和泰勒經常在賈格爾家裡見到他。 1961年末，聚會轉移到泰勒的家，艾倫·埃瑟林頓和鮑勃·貝克維斯也加入了三人組。這個五重奏樂團自稱為「布魯斯男孩」。
賈格爾在通過了七門O-level考試和兩門A-level考試後於1961年離開學校。他和理查茲與吉他手布萊恩瓊斯一起搬進了位於倫敦切爾西伊迪絲格羅夫的一間公寓。當理查茲和瓊斯計劃成立自己的節奏藍調樂團時，賈格爾繼續學習金融和會計獲得政府資助，就讀倫敦政經學院，就讀本科。他曾認真考慮成為記者或政治家，並將後者比喻為流行歌手。
布萊恩瓊斯使用艾爾莫劉易斯這個名字，開始在Ealing Club工作，當時一個名為Blues Incorporated的鬆散音樂團體正在Alexis Korner的領導下進行表演。瓊斯、理查茲和賈格爾開始與樂團一起演奏，賈格最後成為樂團的主唱。瓊斯、理查茲和賈格爾開始單獨聚會練習，為後來的滾石樂隊奠定了基礎。

## 事業

### 1960年代
20世紀60年代初，滾石樂隊成立之初，大部分時間都在倫敦伊靈大道地鐵站對面的一家地下俱樂部免費演出，該俱樂部後來被命名為渡輪俱樂部。樂團的裝備很少，借用了Korner的裝備來演奏。1962年7月12日，樂團首次以滾石樂隊這個名字亮相，這個名字取自他們較喜歡的Muddy Waters歌曲之一，是在倫敦爵士樂俱樂部Marquee Club演出。後來，他們更名為滾石樂隊，因為它聽起來更正式。
最初的樂隊成員包括賈格爾、理查茲、瓊斯、鋼琴家伊恩·史都華、貝斯手迪克·泰勒和鼓手托尼·查普曼，但理查茲在他的回憶錄《人生》中寫道，「那天晚上的鼓手是米克·艾沃瑞，而不是托尼·查普曼，因為歷史已經神秘地流傳了下來...」 1963年6月，樂隊在鰻魚島酒店 (Eelel Island Hotel) 開始了為期五個月的駐場藝術家（Artin Island-idence-idence）6月，樂團計劃於英國的駐場藝術家。BBC後來認為該計劃對樂團的職業生涯產生了深遠的影響。 那年秋天，賈格爾離開倫敦經濟學院，加入滾石樂隊，追求音樂生涯。
樂團最初演奏美國節奏藍調藝術家的歌曲，包括Chuck Berry和波·迪德利。樂團最初的兩首英國排名第一的熱門歌曲都是翻唱版本，分別是Bobby Womack  演唱的《It's All Over Now》和Willie Dixon演唱的《Little Red Rooster》。在經紀人安德魯·盧格·奧爾德姆的鼓勵下，賈格爾和理查茲很快就開始創作自己的歌曲。他們的歌曲創作合作關係花了一些時間來發展；他們的早期作品之一是《As Tears Go By》，這首歌是為Loog Oldham正在推廣的年輕歌手瑪莉安·菲絲佛創作的。

兩人為滾石樂隊創作了《The Last Time》，這是樂隊在英國的第三首排名第一的單曲，改編自1955年由史泰博歌手錄製的傳統黑人靈歌《This May Be the Last Time》。 賈格和理查茲也創作了他們的第一首國際熱門歌曲《(I Can't Get No) Satisfaction》。它確立了滾石樂隊反叛的麻煩製造者的形象，與披頭士樂隊“可愛的拖把頭”形成鮮明對比。賈格爾在1992年《名利場》雜誌的人物專訪中告訴史蒂芬希夫：
那些日子裡我並沒有試圖反叛；我只是做我自己。我並沒有試圖突破任何事的界限。我就是我，一個普通人，一個來自郊區、在這個樂團裡唱歌的人，但年紀大一點的人可能會認為這只是最糟糕的喧鬧，最糟糕的事情，如果這就是音樂，我們能去哪裡？ ……但我們唱的那些歌真的都很平淡。人們不認為它們是溫順的，但我認為它們很溫順。
樂團的早期專輯，包括《Out of Our Heads》、《Aftermath》和《Between the Buttons》，在商業上取得了成功。1967年，在《世界新聞報》發表了一篇分為三部分的專題報道《流行歌星與毒品：令你震驚的事實》後，賈格爾、理查茲和瓊斯因吸食毒品而受到當局的追捕。 特寫描述了由the Moody Blues主辦的涉嫌麥角酸二乙酰胺派對，谁人乐队成員皮特·汤申德和Cream成員Ginger Baker出席，以及主要流行音樂家涉嫌吸毒的承認。第一篇文章針對的是Donovan，他在節目播出後不久就遭到搜查和指控。第二部分於2月5日發布，針對的是滾石樂團。
一名參與報道的記者在倫敦的Blaise's 俱樂部度過了一個晚上，據稱滾石樂隊的一名成員在那裡服用了幾片Benzedrine藥片，展示了一塊hashish，並邀請他的同伴到他的公寓“抽煙”。文章聲稱這是米克·賈格爾，但結果卻是誤認；這位記者一直在偷聽布萊恩·瓊斯的談話。文章發表兩天后，賈格爾對《世界新聞報》提起誹謗訴訟。
賈格爾和理查茲後來因毒品指控被捕並被判處異常嚴厲的刑罰。賈格爾因持有四粒在義大利購買的非處方興奮劑被判處三個月監禁，理查茲因允許在其財產上吸食大麻被判處一年監禁。傳統上保守的《泰晤士報》編輯威廉·里斯-莫格寫了一篇批評這些句子的文章。上訴後，理查茲的判決被推翻，賈格爾的判決被改為有條件釋放，儘管他在倫敦的布里克斯頓監獄度過了一夜。在接下來的十年裡，滾石樂團繼續面臨法律糾紛。
在滾石樂隊發行專輯《乞丐盛宴》時，布萊恩瓊斯只是偶爾為樂團做出貢獻。賈格爾稱瓊斯「從心理上來說不適合這種生活方式」。 吸毒成為他的一個障礙，他無法獲得美國簽證。理查茲報告說，1969年6月，當賈格爾、沃茨和他在瓊斯家時，瓊斯承認他無法「再次上路」。瓊斯離開樂團時說：「我已經離開了，如果我願意，我可以回來」。 1969年7月3日，不到一個月後，瓊斯在位於東薩塞克斯郡哈特菲爾德的家中科奇福德農場的游泳池中溺水身亡。 當被問及是否對瓊斯的死感到內疚時，賈格爾在1995年告訴《滾石》雜誌：
不，我真的不知道。我確實覺得我的行為很幼稚，但我們當時還很年輕，在某些方面我們欺負他。但不幸的是，他讓自己成為了目標；他非常非常嫉妒，非常難以相處，非常善於操縱，如果你在這樣的群體中這樣做，你得到的回報和你付出的一樣多，說實話。我對他吸毒成癮的情況了解不夠。似乎沒有人對吸毒成癮了解很多。像LSD這樣的東西都是新鮮事。沒人知道這會帶來什麼危害。人們認為可卡因對身體有好處。
1969年7月5日，即瓊斯去世兩天后，滾石樂隊在倫敦海德公園舉行了一場預定的音樂會，共有25萬人參加，以此向瓊斯致敬。這是他們與新吉他手Mick Taylor（取代了瓊斯）合作的首場音樂會。在海德公園音樂會開始時，賈格爾朗讀了珀西·比希·雪萊的詩《阿多奈斯》的選段，這是一首為約翰·濟慈之死而寫的輓歌，之後，數千隻蝴蝶被放飛以紀念瓊斯。樂團以約翰尼·溫特的歌曲《I'm Yours and I'm Hers》開始了音樂會。音樂會期間，樂團演奏了兩張即將發行的專輯中的三首新歌，分別是1969年12月發行的《Let It Bleed》中的《Midnight Rambler》和《Love in Vain》，以及1972年5月發行《Exile on Main St.》中的《Loving Cup》。他們還演奏了前一天作為單曲發行的《Honky Tonk Women》。
1969年12月6日，滾石樂隊在Altamont Free Concert音樂節上演出，其中梅雷迪斯·亨特被一名Hells Angels Motorcycle Club成員刺死，此前他拔出一把左輪手槍走近舞台，這被視為對樂隊的威脅。關於亨特拔出左輪手槍的原因，說法不一。據《衛報》音樂編輯本·博蒙特-托馬斯稱，亨特的死以及音樂節觀眾的整體情緒「已經成為20世紀60年代嬉皮士理想主義腐朽的象徵」。賈格爾後來向羅伯特·格林菲爾德回憶說，他“嚇得屁滾尿流”，據《滾石》雜誌報道，“他可能會在舞台上遭到地獄天使樂隊成員的襲擊”，因為他們“覺得自己被不公平地指責為造成滾石樂隊粉絲死亡的災難的罪魁禍首”。

### 1970年代
1970年，賈格爾購買了位於漢普郡東伍德海附近的莊園「Stargroves」。滾石樂隊和其他幾個樂隊在那裡使用滾石樂隊移動錄音室錄製唱片。1970 年，尼可拉斯羅格於1968年製作、賈格爾主演的電影《Performance》上映。在片中，賈格爾飾演隱居的搖滾明星特納。基斯理查茲的女友安妮塔帕倫伯格也出現在了這部電影中。
在1970年巴黎的一場音樂會上，賈格爾呼籲釋放被監禁的法國毛派分子。
1971年，賈格爾和滾石樂隊的其他成員作為避稅者移居法國南部，以避免繳納哈羅德·威爾遜領導的英國工黨政府向該國高收入者徵收的93%的超級稅。1971年，樂團與第二任經紀人艾倫·克萊因不歡而散，加上理查茲 染上海洛因成癮，此後賈格爾接管了樂團的商業事務，導致賈格爾和理查茲之間產生不和。自此以後，賈格爾一直管理著該集團，而魯珀特·洛文斯坦王子則從1968年到2007年擔任該集團的商業顧問和財務經理。
隨著20世紀70年代的發展，賈格爾和樂團的其他成員改變了他們的形象和風格。在法國期間，賈格爾學會了彈吉他，並為《Sticky Fingers》（1971 年）和滾石樂隊後續專輯（除了1986年的《Dirty Work》）中的歌曲貢獻了吉他部分。在滾石樂團備受矚目的1972年美國巡迴演唱會中，賈格爾在舞台上穿著華麗搖滾服裝，化著閃亮的妝容。 他們對藍調音樂的興趣在1972年的專輯《Exile on Main St.》中得到了體現。音樂評論家羅素·霍爾認為賈格爾在受福音影響的歌曲《Let It Loose》中的動人歌聲是這位歌手最出色的聲樂成就，這首歌收錄在《Exile on Main St.》中。
1972年，賈格爾、查理·沃茨、比爾·懷曼、尼基·霍普金斯和瑞·庫德發行了《Jamming with Edward!》，這是一張在樂隊《Let It Bleed》錄製期間錄製的專輯。這張專輯收錄了一些散曲，據說是在滾石樂隊其他成員等待基思·理查茲返回錄音室時錄製的。
1972年11月，樂團開始在牙買加金斯敦錄製專輯《Goats Head Soup》，該專輯於1973年發行，並在英國和美國均排名第一。這張專輯收錄了歌曲《Angie》，這是一首全球熱門歌曲，也是從反響平平的錄音室專輯中脫穎而出的一系列商業上成功的第一首單曲。《Goats Head Soup》的錄製過程中產生了一些未使用的素材，包括《Waiting on a Friend》，這是一首直到九年後的《Tattoo You》LP才發行的民謠。
他們在法國逗留期間又發生了一起有關毒品的法律糾紛，中斷了《羊頭湯》的製作。當局對理查茲發出了逮捕令，其他樂隊成員也短暫返回法國接受與該事件相關的詢問。 加上賈格爾在1967年和1970年因毒品指控被定罪，這使得樂隊1973年初的太平洋巡演計劃變得複雜。樂團被拒絕在日本演出，幾乎被禁止在澳洲演出。1973年9月和10月，滾石樂隊開始了歐洲巡演，由於理查茲在英國因毒品指控被捕，因此避開了法國。
1974年的專輯《It's Only Rock 'n Roll》在慕尼黑的Musicland Studios錄製；它在英國排名第二，在美國排名第一。賈格和理查茲製作了這張受到稱呼為「Glimmer Twins」的專輯。 這張專輯和同名單曲都獲得成功。
1974年12月米克泰勒退出樂隊後，滾石樂隊需要一位新的吉他手。下一張專輯《Black and Blue》（1976年）（英國排名第2，美國排名第1）在慕尼黑的錄音會議為一些希望加入樂團的吉他手提供了邊工作邊試音的機會。幾位吉他手參加了試鏡，有些人甚至不知道自己正在參加試鏡。 時任Faces樂團吉他手的Ronnie Wood被選中並於1975年加入樂團。伍德有時在團體中充當調解人，尤其是在賈格爾和理查茲之間。他與樂團合作錄製的第一張完整長度的 LP 是《Some Girls》（1978年），在這張專輯中，樂團涉足了迪斯可和龐克搖滾，這一舉措主要由賈格爾引領。

### 1980年代
繼《Some Girls》大獲成功後，樂團於1980年中期發行了專輯《Emotional Rescue》。 在錄製專輯期間，賈格和理查茲之間開始出現裂痕。雖然理查茲希望在1980年夏天或秋天進行巡迴演出以宣傳《情感救援》，但是計劃被賈格爾拒絕了。《情感救援》在大西洋兩岸的排行榜上名列前茅，主打歌在美國排名第三。
1981年初，滾石樂團重新組成並開始在美國巡演，幾乎沒有時間創作和錄製新專輯。樂團於1981年發行的專輯《Tattoo You》收錄了幾首未發行的歌曲，包括專輯的主打單曲《Start Me Up》，這首單曲在美國排名第2，並在 Billboard 百強單曲榜年終排行榜上名列第22位。兩首歌曲《Waiting on a Friend》（美國排名第13）和《Tops》採用了 Mick Taylor 未使用的節奏吉他曲目。爵士薩克斯風手桑尼·羅林斯演奏了三首《Tattoo You》歌曲，《Slave》、《Neighbours》和《Waiting on a Friend》。這張專輯在英國排名第二，在美國排名第一。
在繼續與滾石樂隊一起巡迴演出和發行專輯的同時，賈格爾開始了單飛生涯。根據1985年2月《滾石》雜誌的一篇文章，賈格爾這樣做是為了“為自己樹立一個有別於滾石樂隊的藝術身份”，這被描述為“他迄今為止最大膽的嘗試”。賈格爾開始創作和錄製他的第一張個人專輯《She's the Boss》發行於1985年2月19日，這張專輯由尼尔·罗杰斯和Bill Laswell製作，並有Herbie Hancock、Jeff Beck、Jan Hammer、Pete Townshend和Compass Point All Stars參與演出。專輯銷量很好，單曲《Just Another Night》進入了排行榜前十。在此期間，他與傑克遜樂隊合作創作了歌曲《State of Shock》，並與邁克爾傑克遜共同擔任主唱。
1985年，賈格爾在沒有滾石樂隊的情況下參加了1985年多場地慈善音樂會Live Aid。賈格爾在費城的 JFK Stadium 演出，在那裡他還與Tina Turner合唱了《It's Only Rock and Roll》，其中亮點是賈格爾撕扯特納的裙子，以及與大衛鮑伊翻唱的《Dancing in the Street》，當時鮑伊正在倫敦的 溫布利球場演出。該影片同時在溫布利球場和肯尼迪球場的螢幕上播放。這首歌曲同年在英國排名第一。

理查茲停止了吸食海洛因，並開始更多地參與決策，但賈格爾並不習慣理查茲的存在，也不喜歡他對樂團的權威被削弱。這導致了賈格爾和理查茲之間的不和，被稱為“第三次世界大戰”，當時人們擔心賈格爾在沒有滾石樂隊的情況下巡演可能會給樂隊帶來“死刑”。1986年3月，當滾石樂隊發行《Dirty Work》時，賈格爾與理查茲的關係跌到了歷史最低點，導致賈格爾拒絕與樂隊一起巡迴演出以宣傳新專輯。賈格爾回應：
我認為，除了加入滾石樂團之外，人們還應該被允許展現自己的藝術天賦。我喜歡滾石樂隊——我認為它很棒，我認為它為音樂做出了很多偉大的貢獻。但是，你知道，在我這個年紀，在經歷了這麼多年之後，這不可能是我生命中唯一的東西。
1987年，賈格爾發行了他的第二張個人專輯《Primitive Cool》。雖然這張專輯未能取得首張個人專輯那樣的商業成功，但昆獲得了外界的好評。此後不久，理查茲發行了他的第一張個人專輯《Talk is Cheap》。許多人認為，各自的個人努力標誌著滾石樂隊的終結。1988年，賈格爾製作了歌曲《Glamour Boys》和《Which Way to America》，收錄於Living Colour的專輯《Vivid》中。3月15日至28日，他還在日本進行了個人巡迴演唱會，演出地點包括東京、名古屋和大阪。

1988年，賈格爾和理查茲在巴貝多重聚，並創作了數十首新歌曲。理查茲回憶道：
我們才剛開始。兩天之內，我們發現有五、六首歌曲要創作。我確實不得不帶米克去了幾家迪斯科舞廳——那不是我最喜歡的地方——因為米克喜歡晚上出去跳舞。所以我這麼做了。那是我的犧牲。我順從了他。那時我知道我們可以合作。
羅恩伍德認為，賈格爾的《原始酷》銷量不佳“讓”賈格爾“感到驚訝”，並讓他“意識到了樂隊的實力”。理查茲回憶道：「我們在一起已經很多年了，這次分手的後果之一就是讓我們意識到，無論我們是否願意，我們都被困在一起了。」 賈格爾說：「因為我們已經在一起很久了，所以我們真的沒必要討論這件事。」當我們想出一個樂句、一段即興重複樂段或一段合唱時，我們已經知道它是對的錯的。 」1989年8月29日，樂團發行了第19張英國專輯和第21張美國專輯《Steel Wheels》。

### 1990年代
1989–1990年的「Steel Wheels/Urban Jungle Tour」是樂團七年來的首次世界巡演，也是迄今為止最大的舞台演出。開場表演包括 Living Colour 和Guns N' Roses。巡迴錄音收錄於1991年的演唱會專輯《Flashpoint》中，在英國排名第6，在美國排名第16，以及1991年上映的音樂會電影《Live at the Max》。這次巡演是比爾·懷曼的最後一次巡演。經過多年的深思熟慮，雖然懷曼選擇離開樂隊，但是直到1993年1月他才正式宣布離開。
隨著《鋼輪》的成功以及賈格和理查茲廣為人知的爭執的結束，賈格爾試圖重新成為獨唱藝術家。 1992年1月，他聘請 Rick Rubin 擔任他的第三張個人專輯《Wandering Spirit》的聯合製作人。專輯錄製工作於當月在洛杉磯開始，並於九個月後的1992年9月結束。 理查茲同時錄製了他的第二張個人專輯《Main Offender》。
在《Wandering Spirit》中，賈格爾在翻唱比爾·威瑟斯歌曲《Use Me》時邀請了藍尼·克拉維茲擔任主唱，並在三首不同的歌曲中邀請了紅辣椒樂隊的貝斯手夫人：擔任主唱。《流浪精神》獲得了商業上的成功，在英國排名第12位，在美國排名第11位。
1993年，滾石樂隊準備開始錄製他們的下一張錄音室專輯，查理·沃茨招募了貝斯手達裡爾·瓊斯，他曾是邁爾斯·戴維斯和斯汀的伴奏者，作為懷曼的替代者，錄製1994年發行的《Voodoo Lounge》。瓊斯繼續作為樂隊的巡迴和錄音貝斯手與樂隊一起演出。這張專輯獲得了評論界的一致好評，並取得了商業上的成功，在美國取得了雙白金銷售。《Voodoo Lounge》的評論指出，這張專輯的「傳統主義」聲音歸功於滾石樂團的新製作人Don Was。 《Voodoo Lounge》在1995年葛萊美獎頒獎典禮上榮獲葛萊美最佳搖滾專輯獎。該歌曲在英國排名第一，在美國排名第二。
為支持「Voodoo Lounge」而舉辦的Voodoo Lounge Tour 持續到了1996年，票房收入達到3.2億美元，成為當時世界上有史以來票房收入最高的巡迴演唱會。1994年9月8日，滾石樂隊在紐約市無線電城音樂廳舉行的1994年MTV音樂錄影帶大獎上演唱了新歌《Love Is Strong》和歌曲《Start Me Up》。該樂團在1994年MTV頒獎典禮上榮獲終身成就獎。
滾石樂團以1997年發行的專輯《通往巴比倫的橋》結束了20世紀90年代，這張專輯的評價褒貶不一。該歌曲在英國排名第6，在美國排名第3。1999年，滾石樂隊在美國舉辦了“無安全巡演”，並在歐洲繼續舉辦了“通往巴比倫的橋樑”巡演。

### 2000年代
2001年，賈格爾發行了他的第四張個人專輯《門口的女神》，其中的單曲《天堂的幻象》在英國排名第44位。
在2001年9月11日襲擊事件之後，賈格爾與理查茲一起參加了為紀念恐怖襲擊而舉辦的慈善音樂會“紐約市音樂會”，演唱了《Salt of the Earth》和《Miss You》。
根據《財富》雜誌報道，從1989年到2001年，滾石樂隊的總收入超過15億美元，超過了U2樂隊、布魯斯·斯普林斯汀和邁克爾·傑克遜的收入。賈格爾與滾石樂隊一起進行了為期一年的Licks Tour巡演，慶祝滾石樂隊成立40週年，並支持樂隊商業上成功的職業生涯回顧展《Forty Licks》（一張雙專輯）。賈格爾與 Eurythmics 樂隊成員兼唱片製作人David A. Stewart一起，為2004年的浪漫喜劇《阿爾菲》創作並演唱了 原聲帶，其中包括榮獲金球獎最佳原創歌曲的單曲《Old Habits Die Hard》。 2007年，樂團在《A Bigger Bang》巡迴演唱會上獲得了4.37億美元的票房收入，並因此被載入2007年《吉尼斯世界紀錄》，成為有史以來收入最高的音樂巡迴演唱會。當被問及樂隊是否會在巡演結束後退休時，賈格爾說：“我相信滾石樂隊會做更多的事情，錄製更多唱片，舉辦更多巡演。我們真的沒有停止這一切的計劃。”
兩年後，2009年10月，賈格爾加入 U2，與弗格和will.i.am一起演唱了《Gimme Shelter》，並在搖滾名人堂25週年音樂會上與U2一起演唱了《Stuck in a Moment You Can’t Get Out Of》。

### 2010年代
2011年5月20日，賈格爾宣布組成新的超級組合超級團體、SuperHeavy，成員包括戴夫·斯圖爾特、Joss Stone、Damian Marley和A.R.拉曼。這個組合的成立源自於賈格爾接到史都華打來的電話。史都華曾在牙買加聖安灣的家中聽到三個音響系統同時播放不同的音樂。這讓他萌生了與賈格爾組成樂團的想法，融合多位藝人的音樂風格。經過多次電話溝通和商議，確定了團內其他成員。 SuperHeavy 發行了一張專輯和2011年的兩首單曲，據悉十天內錄了29首歌曲。賈格爾與珍妮佛洛佩茲共同演繹了 will.i.am 2011 年的單曲《T.H.E. (The Hardest Ever)》，該單曲於 2012年2月4日在iTunes上正式發布。
2012年2月21日，賈格爾、B.B.金、巴迪·蓋伊、傑夫·貝克和一支藍調樂團在總統巴拉克·奧巴馬面前的白宮系列音樂會上進行了演出。當賈格爾向奧巴馬遞上麥克風時，奧巴馬兩次唱起了布魯斯翻唱歌曲《甜蜜的家芝加哥》中的歌詞“來吧，寶貝，你不想走嗎”，這首歌是奧巴馬家鄉的布魯斯聖歌。2012年5月19日至20日，賈格爾主持了《週六夜現場》季終集，表演了幾段喜劇短劇，並與拱廊之火、噴火戰機樂隊和傑夫貝克一起演唱了滾石樂隊的一些熱門歌曲。
2012年12月12日，賈格爾與滾石樂隊一起參加了12-12-12：桑迪賑災音樂會。滾石樂隊於2013年6月29日星期六在格拉斯頓伯里音樂節上擔任領銜演出。隨後，他們在倫敦海德公園舉辦了兩場音樂會，作為50週年慶典的一部分，這是自1969年著名的“公園裡的石頭”演出以來他們首次在那裡舉辦音樂會。2013年，賈格爾與他的兄弟克里斯·賈格爾合作，在他的專輯《Concertina Jack》中演唱了兩首二重唱，以紀念他的首張專輯發行40週年。2016年10月7日，滾石樂隊在為期三天的音樂節Desert Trip第一晚擔任主角，並翻唱了披頭士樂隊1969年的單曲《Come Together》；保羅麥卡尼第二天晚上進行了演出。2017年7月，賈格爾發行了雙A面單曲《Gotta Get a Grip》/《England Lost》。賈格爾表示，發布這些影片是為了回應英國脫歐後「焦慮和對不斷變化的政治局勢不可預知」。兩首歌曲均已發布配套音樂影片。
2019年3月，由於賈格爾需要進行經皮主動脈瓣置換術，滾石樂團原定於4月至6月在美國和加拿大的巡迴演出不得不推遲。2019年4月4日，有消息指出賈格爾已在紐約長老會醫院成功接受手術，且身體非常健康。在賈格爾康復期間經過六週的延遲後，無濾鏡巡迴演唱會在芝加哥的軍人球場恢復了兩場演出。

### 2020年代
樂團1973年的專輯《Goats Head Soup》於2020年9月重新發行，並收錄了先前未發行的曲目，例如由Jimmy Page演唱的《Scarlet》。這張專輯榮登英國專輯排行榜榜首，滾石樂團成為第一個跨越六十年登上排行榜冠軍的樂團。
滾石樂隊（邀請賈格爾、理查茲、沃茨和伍德在家中演出）是全球公民組織於2020年4月18日舉辦的《同一個世界：團結在家》線上和屏幕音樂會的頭條表演者之一，這是一場全球活動，有數十名藝術家和喜劇演員參加，以支持2019冠狀病毒大流行期間的一線醫護人員和世界衛生組織。
五天後，他們發行了《Living in a Ghost Town》，這是滾石樂隊的一首新單曲，於2019年在倫敦和洛杉磯錄製，並在隔離期間完成（這是樂隊在COVID-19 封鎖之前在錄音室錄製的新素材的一部分），樂隊年以來首次發行原創素材。這首歌登上了德國單曲榜的榜首，這是滾石樂隊52年來首次登頂榜首，他們也成為有史以來登頂的最年長的藝術家。

2021年8月，有消息稱查理·沃茨將接受一項未指明的醫療程序，並且不會參加 No Filter 巡演的剩餘部分；滾石樂隊的長期合作夥伴史蒂夫·喬丹擔任鼓手。2021年8月24日，瓦茨在家人的陪伴下在倫敦一家醫院去世，享年80歲。賈格爾、理查茲、伍德以及前樂團成員懷曼都向他表示敬意。他們討論了樂團是否要繼續下去，他們選擇繼續下去，因為這是「查理希望我們做的」。在沃茨去世後的首場演出中，賈格爾告訴觀眾：
對我們來說，這是一個令人心酸的夜晚。因為這是我們59年來第一次沒有我們可愛的 Charlie Watts 參加的巡演。我們都非常想念查理。我們整個樂團都懷念他。無論台上台下，我們都懷念他這個朋友。我們對查理有著太多的回憶。我確信你們中的一些人以前見過我們，也對查理有記憶。我希望你們能像我們一樣記得他。所以我們想把這個節目獻給查理。
在2022年5月的一次採訪中，賈格爾表示：“如果我在演出中轉身，我其實不指望他會在那裡。但我確實會想著他。不僅是在排練或舞台上，在其他方面也是如此。”在沃茨逝世一周年之際，賈格爾在社交媒體上分享了被《滾石》雜誌稱為“感人的悼念”的帖子，其中包括賈格爾的畫外音，背景是“直到下一次再見”。同年，賈格爾在收到他並不認識的作曲家丹尼爾·彭伯頓的“意外”電子郵件後，與他人共同創作並演唱了電視連續劇《Slow Horses》中的歌曲“奇怪的遊戲”；該劇隨後獲得了艾美獎提名。那年6月，由於賈格爾感染了COVID-19，因此滾石樂隊原定的 六十巡迴演唱會 的兩場演出被推遲。六月底賈格爾康復後，巡演恢復了。隔年1月，賈格爾與whynow Music和Lee Oskar合作推出了自己的口琴系列，表達了鼓勵年輕音樂家學習這種樂器的願望。

## 與基斯·理查茲的關係
賈格與理查茲的歌曲創作合作是史上較成功的合作之一。媒體經常將他與理查茲的關係描述為「愛/恨」。理查茲在1998年的一次採訪中說：“我把我們之間的分歧看作家庭糾紛。如果我對他大喊大叫，那是因為別人不敢這麼做，或者他們收了錢不這麼做。同時，我希望米克明白，我只是個朋友，只是想讓他聽話，做他該做的事。”
1986年3月發行的《Dirty Work》（英國和美國排名第4）儘管有一首單曲《Harlem Shuffle》進入美國排行榜前五，但其評價褒貶不一。由於理查茲和賈格爾的關係處於低谷，賈格爾拒絕巡迴宣傳專輯，而是進行了自己的個人巡演，其中包括演唱滾石樂隊的歌曲。理查茲將他與賈格爾的這段關係稱為「第三次世界大戰」。  由於當時樂團內部充滿敵意，他們幾乎解散。
賈格爾的個人專輯《She's the Boss》（英國排名第6，美國排名第13）（1985年）和《Primitive Cool》（英國排名第26，美國排名第41）（1987年）取得了一定的成功。 1988年，由於滾石樂隊基本上不活躍，理查茲發行了他的第一張個人專輯《Talk Is Cheap》（英國排名第37，美國排名第24）。這張專輯受到粉絲和評論家的一致好評，並在美國取得金唱片銷售。 隔年，為紀念樂團成立25週年，一部記錄樂團職業生涯的紀錄片《25×5：滾石樂團的持續冒險》上映。
理查茲的自傳《生命 (理查茲書)》於2010年10月26日出版。根據2010年10月15日的一篇文章，理查茲形容賈格爾“令人無法忍受”，並指出他們的關係“幾十年來一直很緊張”。到了2015年，理查茲的觀點已經軟化。雖然他說賈格爾可能給人一種“勢利”的感覺，但他補充道，“我仍然深愛著他……你的朋友不必完美。”

## 表演和電影製作
賈格爾的演藝生涯斷斷續續。他最重要的角色是在唐納德·卡梅爾]和尼古拉斯·羅格執導的《表演》(1968年) 中，以及在同名電影《內德·凱利》(1970年) 中飾演澳大利亞叢林大盜內德·凱利。1969年，他以Moog 合成器為 Kenneth Anger 的電影《Invocation of My Demon Brother》創作了即興配樂。

## 英語專輯
- 《She's the Boss》(1985年2月25日)
- 《Primitive Cool》(1987年9月14日)
- 《Wandering Spirit》(1993年2月8日)
- 《Goddess in the Doorway》(2001年11月19日)